# Flugplatz Sedlitzer See

i7
i11
i13
Der Flugplatz Sedlitzer See (ICAO-Code: EDUY) ist ein Wasserlandeplatz bei Welzow in Brandenburg. Er ist einer der wenigen Wasserlandeplätze in Deutschland und verfügt über zwei Landeflächen von je 1499 Metern Länge und 200 Metern Breite.